# Nowe Podcerewicze
Nowe Podcerewicze (ukr. Нові Підцаревичі) – wieś na Ukrainie, w obwodzie wołyńskim w rejonie kamieńskim. Liczy 406 mieszkańców.
Do 2020 w rejonie maniewickim.